# Locmaria-Plouzané
Pour les articles homonymes, voir Locmaria (homonymie).
Ne doit pas être confondu avec Plouzané.
Locmaria-Plouzané [lɔkmaʁja pluzane], parfois écrit Loc-Maria-Plouzané est une commune du département du Finistère, dans la région Bretagne, en France. Ses habitants sont les Lanvénécois.

## Géographie

### Situation
Locmaria-Plouzané se trouve à l'ouest de Brest, en direction du Conquet et de la Pointe Saint-Mathieu ; c'est une commune littorale du Goulet de Brest et de l'anse de Bertheaume qui le fait déboucher sur l'Océan Atlantique et la mer d'Iroise. La commune fait partie de la Communauté de communes du Pays d'Iroise.

### Localisation et communes limitrophes
| Ploumoguer      | Ploumoguer        | Plouzané           |
| Plougonvelin    | Locmaria-Plouzané | Plouzané           |
| 💧 Mer d'Iroise | 💧 Mer d'Iroise   | 💧 Goulet de Brest |

### Description et relief
Le territoire de la commune se présente sous la forme d'un trapèze, sa surface est de 2 315 hectares. Le finage communal est constitué pour l'essentiel par un morceau du plateau du Léon : le point culminant situé au nord-ouest du territoire communal atteint 107 mètres près de Moguérou. Le nord-est de la commune, y compris le bourg, est à une altitude plus basse (vers 50 mètres pour le bourg) et constitue une zone plane parcourue par plusieurs petits affluents de rive gauche de la partie amont de l'Aber Ildut. La partie sud du territoire communal est formée par une ligne de hauteurs atteignant aux environs de 80 mètres d'altitude vers Pen ar Menez (et même 87 mètres au Diry) selon un axe qui correspond approximativement au tracé de la route départementale 789 ; son versant sud est en pente jusqu'au littoral, long de 6 kilomètres, formé pour l'essentiel pour sa partie est de falaises d'une cinquantaine de mètres d'altitude (60 mètres pour la colline de Ru Vraz) ; de tracé relativement rectiligne, ce littoral est constitué d'est en ouest par la Pointe du Grand Minou et des falaises entrecoupées de quelques grèves où aboutissent de minuscules fleuves côtiers aux vallons très encaissés (Grève de Dalbosq, Grève de Déolen) ; la partie ouest du littoral communal est par contre constituée surtout de plages (Trégana, Portez et Porsmilin (Porzh Milin)) et de falaises basses ne dépassant guère la vingtaine de mètres d'altitude.

Le littoral de Locmaria-Plouzané
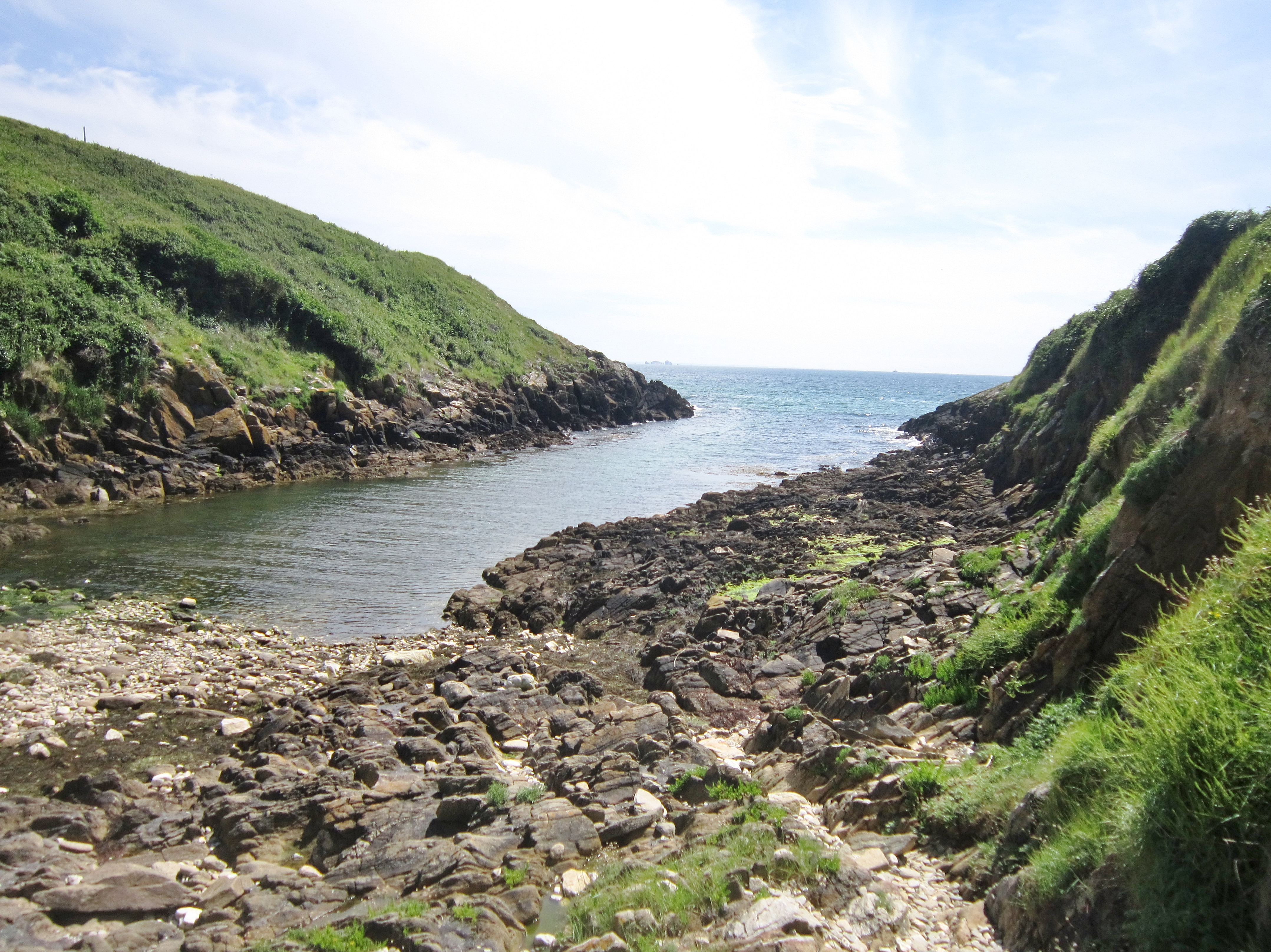
La crique (ou grève) de Déolen.
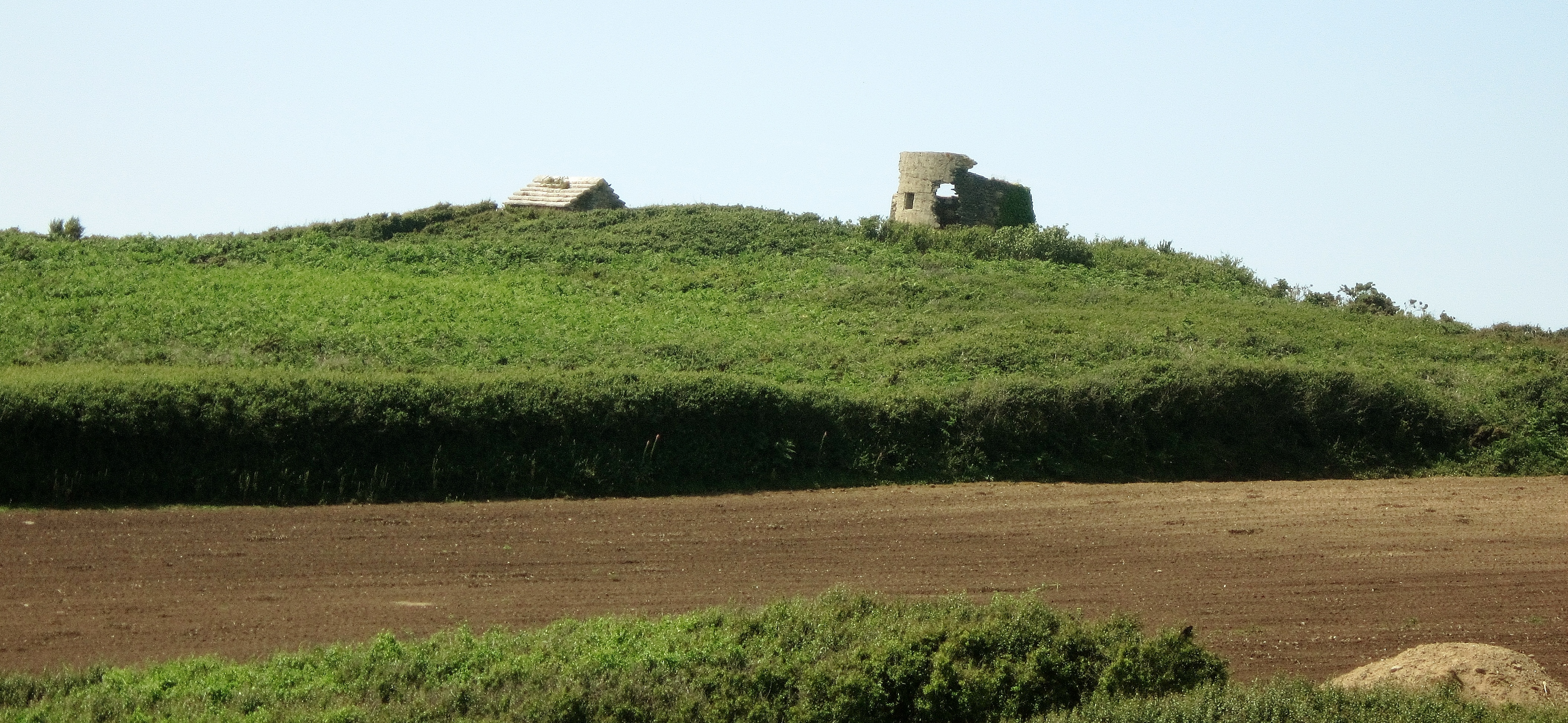
La colline de Ruvras (Ru Vraz) avec son moulin et sa "maison des douaniers".
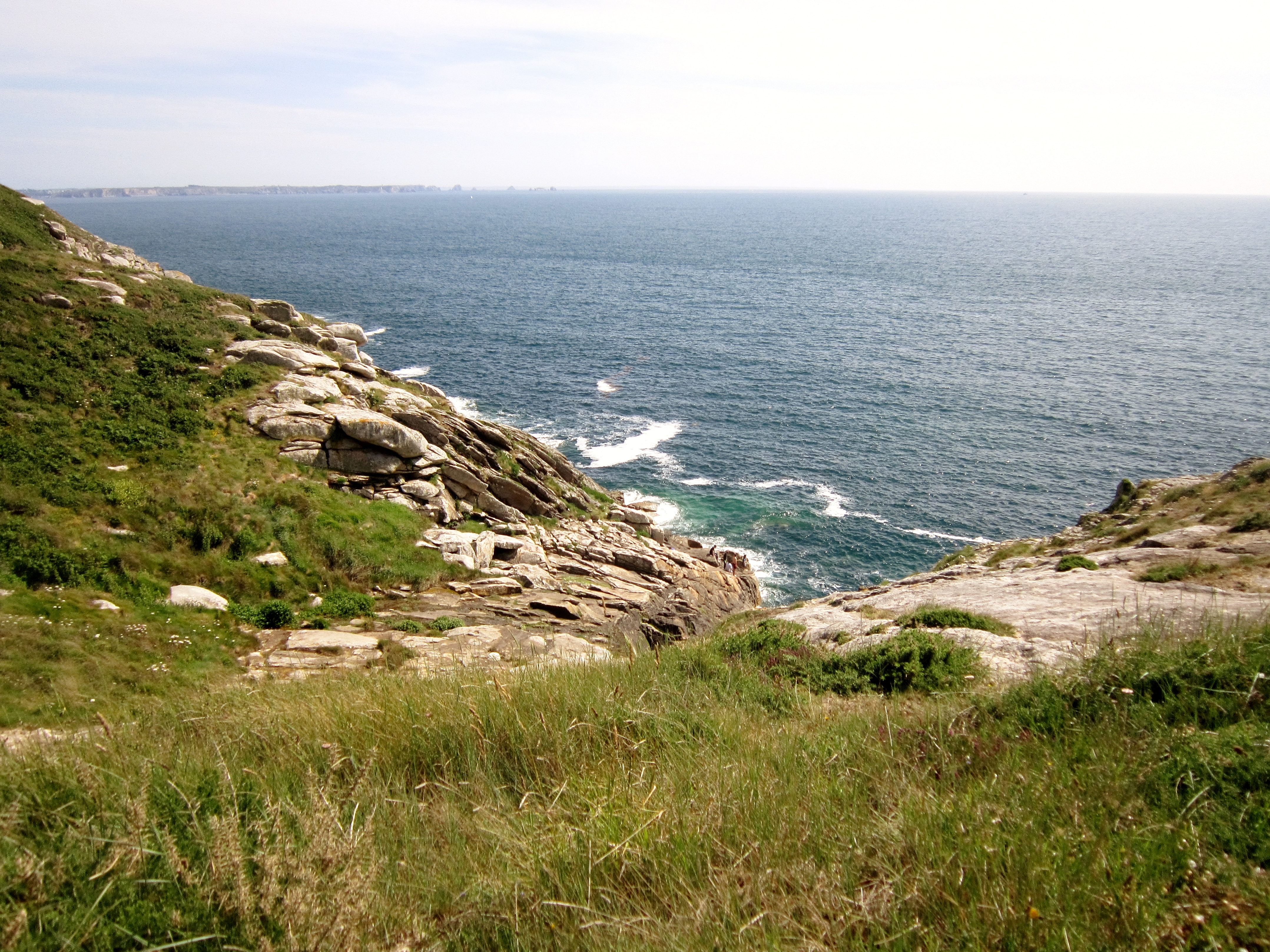
Un vallon échancrant les falaises à l'ouest de la colline de Ruvras (Ru Vraz).
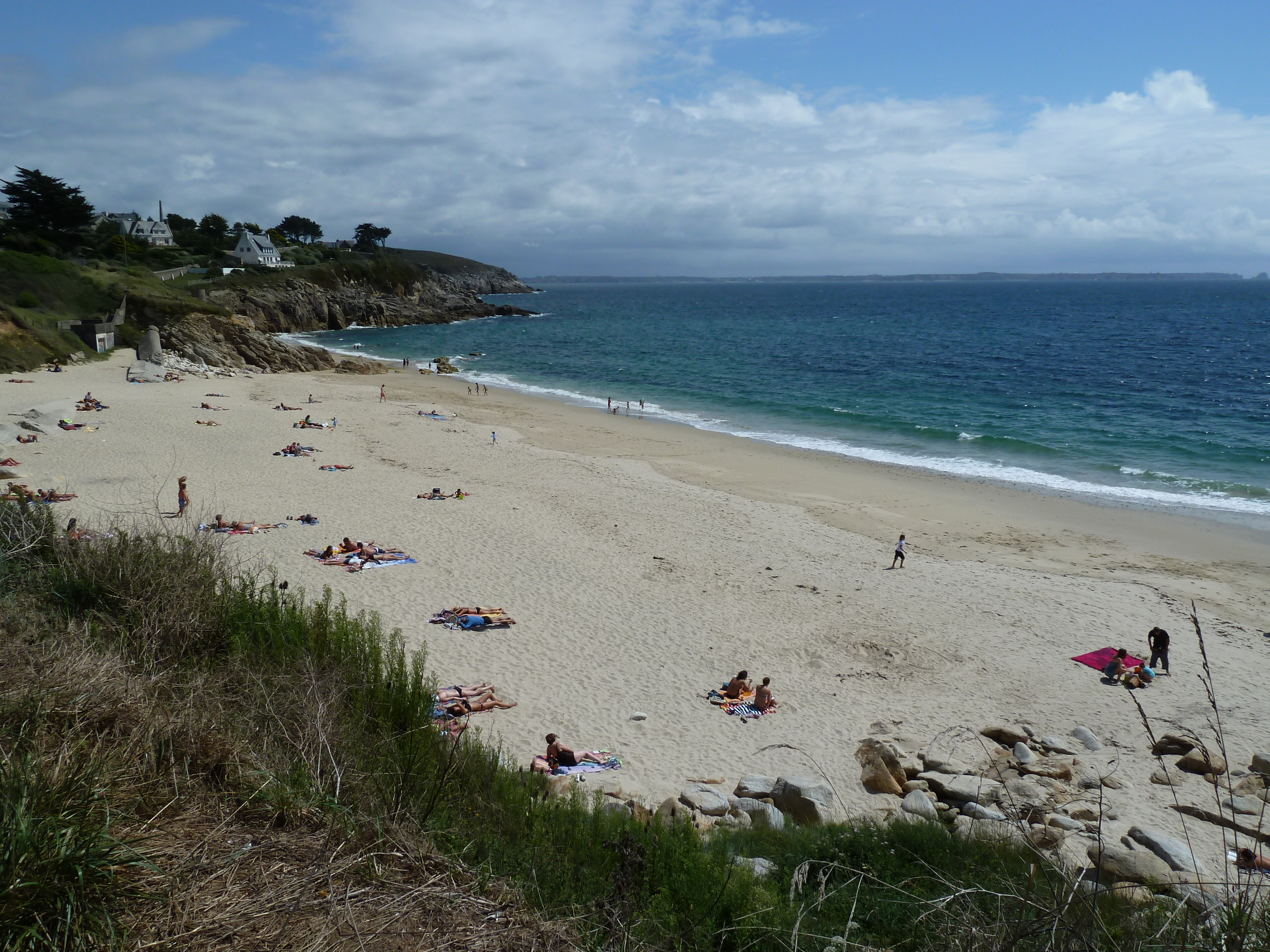
La plage de Trégana.
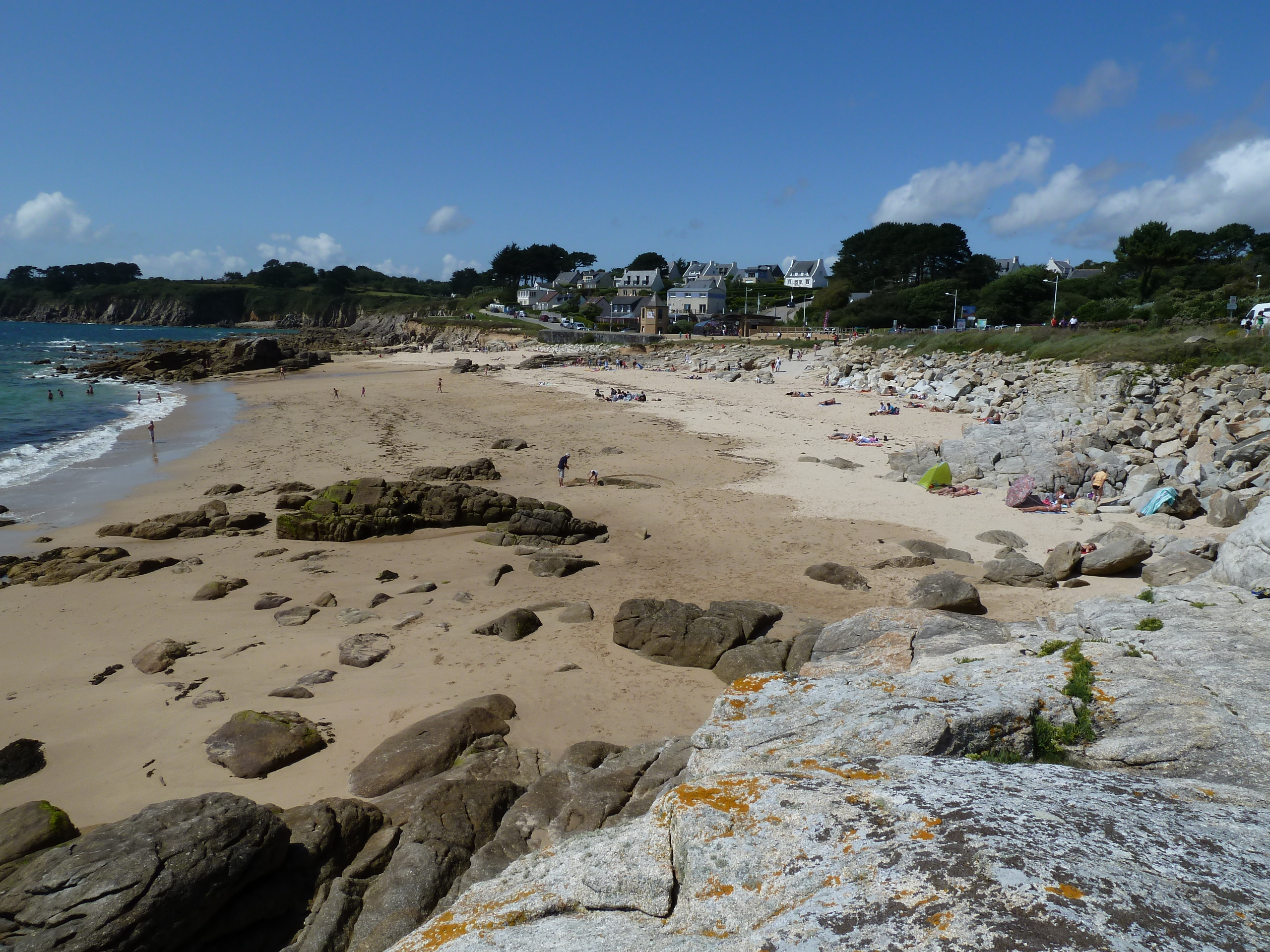
La plage de Portez.
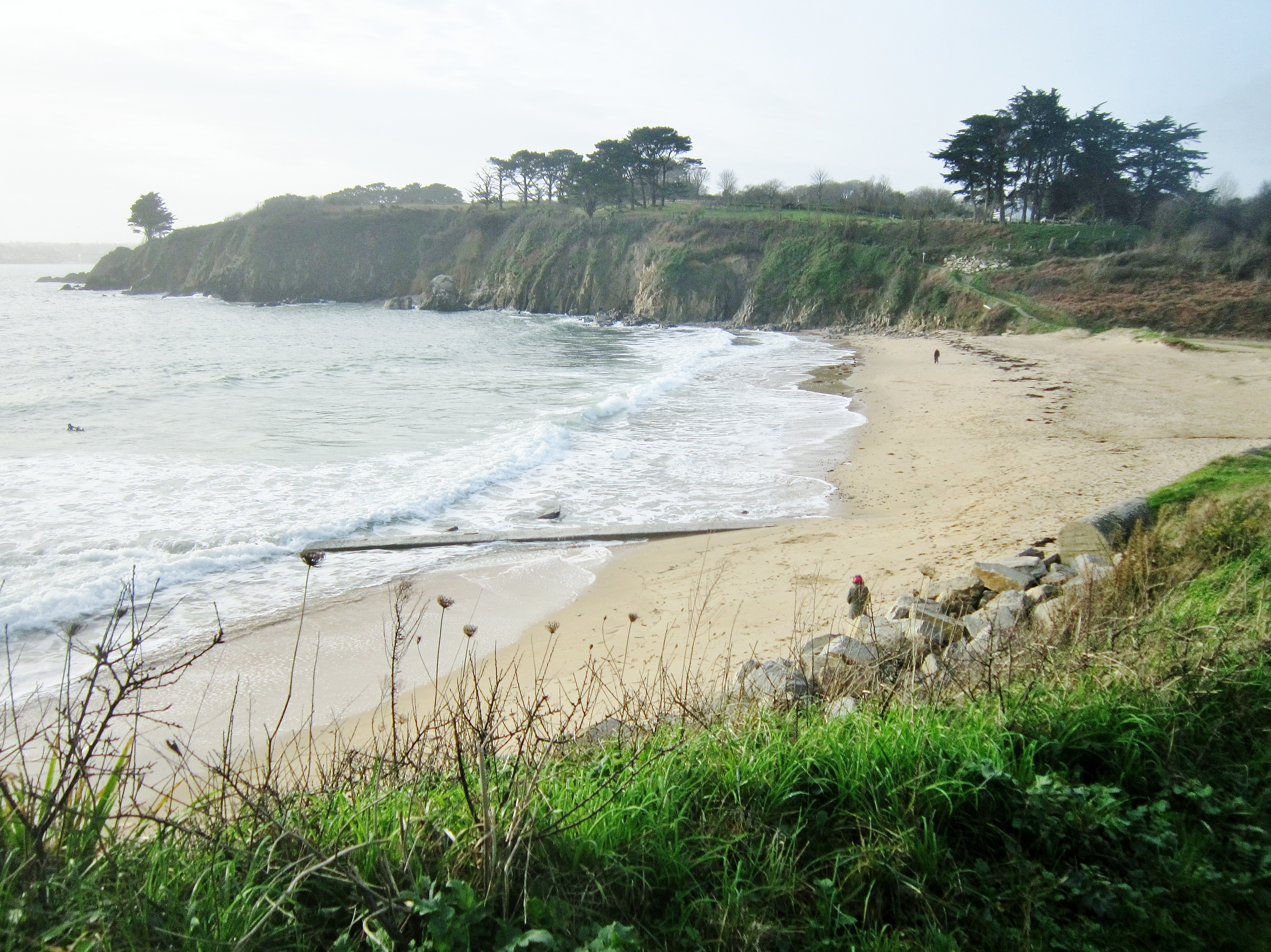
La plage de Porsmilin (Porzh Milin) vue de l'est.

### Cadre géologique

Carte géologique du Massif armoricain.

Géologiquement, la commune est située à l'extrémité nord-ouest du Massif armoricain, dans le pays de Léon qui est une presqu'île massive, pénéplanée à l'altitude moyenne de 100 m. Le domaine structural armoricain de la zone de Léon constitue un vaste antiforme métamorphique de 70 km sur 30 km orienté NE-SW, plongeant légèrement vers l'est de 70 km sur 30 km orienté NE-SW, plongeant légèrement vers l'Est. Il forme une vaste série d'un métamorphisme croissant depuis les zones externes (fossé de l'Élorn, bassin de Morlaix) où l'on observe essentiellement des schistes et quartzites, jusque vers le centre (région de Lesvenen) où l'on trouve des gneiss d'origine variable partiellement anatectiques, et au nord avec les migmatites de Plouguerneau (datées de 330 à 340 Ma), séparées de l'antiforme par la zone de cisaillement de Porspoder-Guissény, caractérisée par des mylonites et ultramylonites. L'orogenèse hercynienne se termine par la formation de deux accidents crustaux majeurs qui décalent les granites carbonifères : le décrochement dextre nord-armoricain (faille de Molène – Moncontour) et le cisaillement senestre de Porspoder-Guissény (CPG). Postérieurement au métamorphisme hercynien, se développe un important plutonisme qui s'étend d'un pôle gabbroïque à un pôle leucogranitique, la majorité des venues étant à associer au fonctionnement des grands cisaillements marqués dans la morphologie : le cisaillement nord-armoricain et celui de Porspoder–Guissény (couloir de déformation de 25 km de long sur 500 m de large,. Le chapelet nord de granites rouges tardifs (ceinture batholitique de granites individualisée pour la première fois par le géologue Charles Barrois en 1909, formant de Flamanville à Ouessant un alignement de direction cadomienne, contrôlé par les grands accidents directionnels WSW-ENE), datés de 300 Ma, correspond à ce magmatisme permien. Dans le Léon, ce chapelet est formé par le massif granitique allongé de Saint-Renan-Kersaint et les massifs de l'Aber-Ildut-Ploudalmézeau-Kernilis-Plouescat au centre et le massif de Brignogan au nord. Le petit massif de Trégana au sud-ouest de Locmana est une intrusion hercynienne (340 Ma).
Pétrologiquement, le plutonisme sur le territoire de Locmaria-Plouzané se traduit par la mise en place de la granodiorite de Trégana, un petit massif granitique (longueur de 13 km et largeur maximale de 2 km) qui recoupe obliquement la partie occidentale des gneiss de Brest et injecte les micaschistes du Conquet de puissantes apophyses. Cette venue granitique qui affleure dans l'anse de Bertheaume (notamment à la plage de Porsmilin) est associée au fonctionnement du décrochement nord-armoricain. Le contact entre les roches est très complexe avec de nombreuses enclaves de gneiss plus ou moins assimilées au sein de la granodiorite. Dans cette dernière, la biotite (minéral plus réfractaire à la fusion) « est souvent répartie de manière hétérogène, en taches ou schlieren qui révèlent vraisemblablement une homogénéisation incomplète du matériel gneissique absorbé ». Sa paragenèse comprend : oligoclase entre 60 et 70 %, quartz entre 20 et 30 %, microcline (3-5%), biotite (~ 2 %), muscovite (1-2 %). Au fond de l'anse, de petites dunes fossiles ourlent les plages de Trégana et du Trez-Hir. Dans cette dernière, se sont formés des dépôts tourbeux d'arrière-dune d'âge : ces tourbières littorales, contemporaines de la transgression flandrienne, sont visibles derrière les sables dunaires Holocène. Les falaises de Porsmilin interceptent le passage d'un puissant (25 m) dyke doléritique, subvertical. Cette intrusion triasico-liasique affleure depuis l'anse de Brenterc'h jusqu'en Cornouaille, entre Douarnenez et Quimper, dans la direction de la faille de Kerforne, accident tectonique parallèle à l'actuelle bordure de la marge continentale européenne (golfe de Gascogne). Ce dyke qui matérialise la faille est comparable à d'autres qui sont visibles en Espagne, au Maroc et dans les Appalaches de l'Amérique du Nord. Âgé d'environ 200 Ma, il est le témoin du début de la dislocation de la Pangée et de l'ouverture de l'océan Atlantique central lors de la mise en place de la province magmatique centre atlantique.
Économiquement, la granodiorite de Trégana d'affinité trondhjémite a été exploitée surtout dans les falaises et sur l'estran (l'avancement de l'extraction a entraîné la formation d'un platier rocheux artificiel et d'une falaise anthropique. Cette roche est reconnaissable à ses cristaux de plagioclases blancs, à section sub-carrée. « Sa texture, caractérisée par la simple juxtaposition — et non l'imbrication — des nombreux cristaux bien formés d'oligoclase, est à l'origine d'une aptitude particulière à la taille…  mais, inversement, elle entraîne une cohésion relativement faible, se traduisant avec le temps par un léger effritement superficiel », ce qui explique que cette pierre de taille n'a été utilise que localement (stèles locales de l'époque gauloise, croix et calvaires depuis le haut Moyen Âge, encadrements dans les chapelles et églises depuis le XIIIe siècle, manoirs à partir du XVe siècle, pierre de taille de moyen appareil du donjon du château de Brest…),.
Touristiquement, les principaux aspects de la géologie de la région peuvent être abordés au cours de promenades géologiques qui permettent d'observer sur un espace réduit des roches d'âge et de nature différents, témoins de phénomènes géologiques d'ampleur (magmatisme, tectogenèse, métamorphisme, érosion…).

### Habitat
Comme dans beaucoup de communes littorales, la tradition respecte deux secteurs distincts : larvor et largoat par rapport à un bourg, centre administratif et social. Pendant longtemps, cette localisation se retrouve à l'église où les gens de l'Arvor se place à droite et ceux de l'argoat à gauche. Leur délimitation peut être définie assez nettement par un axe routier partant à l'ouest de Pont-Rohel sur la route (D789) de Brest - Le Conquet, passant par le bourg et aboutissant à l'est au pont de Feunteun-Sané, limite avec Plouzané.
Le bourg est situé à une certaine distance de la côte : c'est là une caractéristique commune à de nombreuses communes littorales bretonnes (par exemple à Plouguerneau, Ploudalmézeau, Plouarzel, Ploumoguer, Plouzané), etc.), les premiers immigrants bretons fixèrent le centre de leurs plous à l'intérieur des terres, probablement par crainte des pirates saxons.
Le paysage rural traditionnel est celui du bocage avec un habitat dispersé en de nombreux écarts formés de hameaux et de fermes isolées, le littoral étant resté presque inhabité. Mais la répartition de l'habitat a beaucoup évolué ces dernières décennies : d'une part, la proximité de l'agglomération brestoise a provoqué la création de nombreux lotissements périurbains autour du bourg, notamment en direction du sud-ouest jusqu'à Keriscoualc'h et Kerfily, ainsi que vers le sud (en direction de Pen ar Menez) et le nord-ouest (vers Mescam et Keréven) ; d'autre part, l'attractivité balnéaire a provoqué une rurbanisation importante en arrière des plages de Trégana, Portez et Porsmilin (Porzh Milin). Seules la moitié nord de la commune et la zone proche des falaises de la partie est du littoral ont conservé leur aspect rural.

### Transports
Bien que littorale, la commune ne possède aucun port. Son territoire est traversé par la D 789 (ancienne RN 789) allant de Brest au Conquet, mais le bourg, à l'écart de cet axe routier, n'est desservi que par des routes secondaires.

### Hydrographie
Pour un article plus général, voir Réseau hydrographique du Finistère.
La commune est située dans le bassin Loire-Bretagne. Elle est drainée par divers petits cours d'eau,.

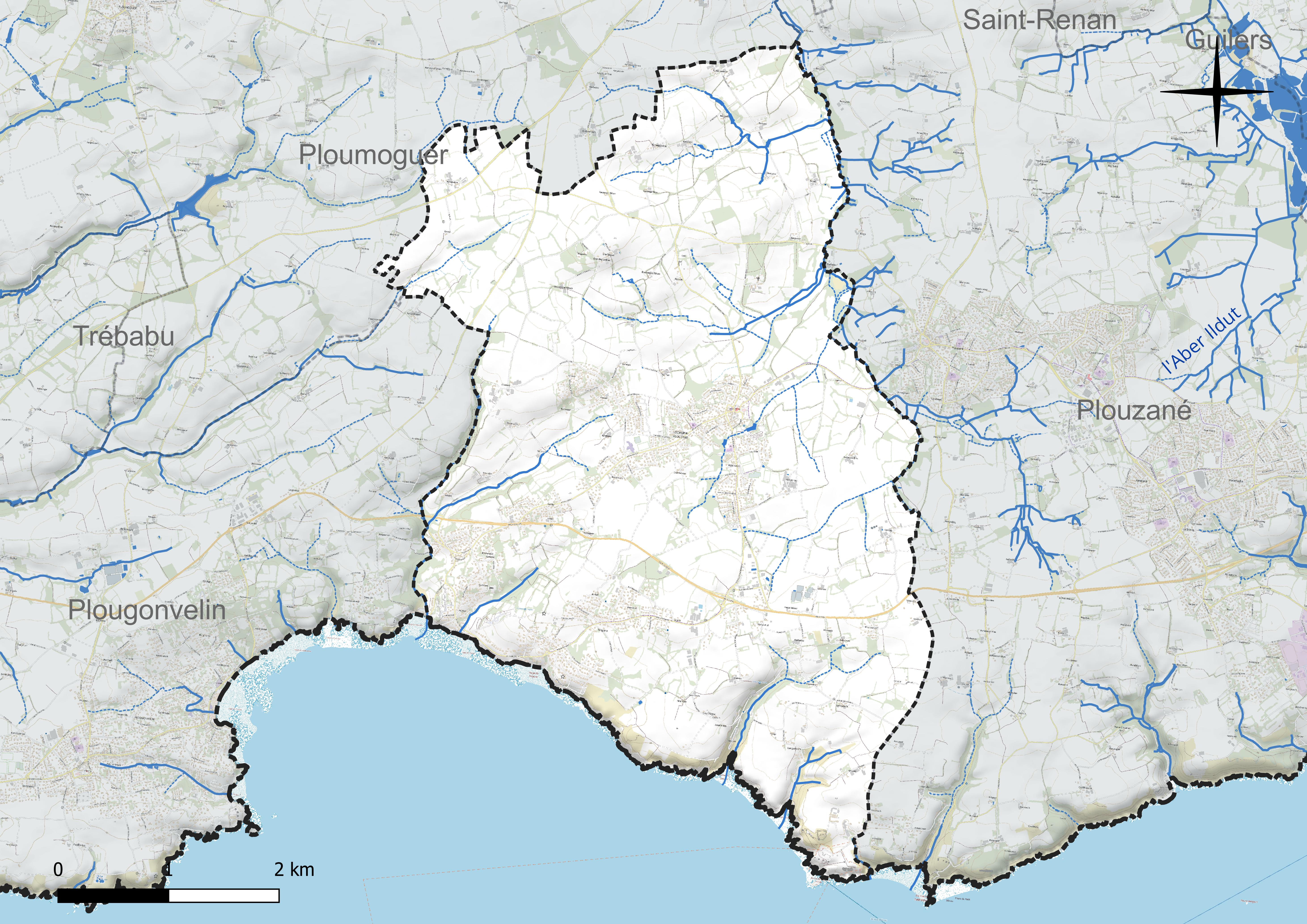
Réseau hydrographique de Locmaria-Plouzané.

### Climat
Pour des articles plus généraux, voir Climat de la Bretagne et Climat du Finistère.
En 2010, le climat de la commune est de type climat océanique franc, selon une étude du CNRS s'appuyant sur une série de données couvrant la période 1971-2000. En 2020, Météo-France publie une typologie des climats de la France métropolitaine dans laquelle la commune est exposée à un climat océanique et est dans la région climatique  Finistère nord, caractérisée par une pluviométrie élevée, des températures douces en hiver (6 °C), fraîches en été et des vents forts. Parallèlement l'observatoire de l'environnement en Bretagne publie en 2020 un zonage climatique de la région Bretagne, s'appuyant sur des données de Météo-France de 2009. La commune est, selon ce zonage, dans la zone « Littoral », exposée à un climat venté, avec des étés frais mais doux en hiver et des pluies moyennes.
Pour la période 1971-2000, la température annuelle moyenne est de 11,7 °C, avec  une amplitude thermique annuelle de 9,7 °C. Le cumul annuel moyen de précipitations est de 928 mm, avec 16,2 jours de précipitations en janvier et 7 jours en juillet. Pour la période 1991-2020, la température moyenne annuelle observée sur la station météorologique la plus proche, située sur la commune de Lanvéoc à 17 km à vol d'oiseau, est de 12,2 °C et le cumul annuel moyen de précipitations est de 1 030,1 mm,. Pour l'avenir, les paramètres climatiques de la commune estimés pour 2050 selon différents scénarios d'émission de gaz à effet de serre sont consultables sur un site dédié publié par Météo-France en novembre 2022.

## Urbanisme

### Typologie
Au 1er janvier 2024, Locmaria-Plouzané est catégorisée bourg rural, selon la nouvelle grille communale de densité à 7 niveaux définie par l'Insee en 2022.
Elle appartient à l'unité urbaine de Locmaria-Plouzané, une unité urbaine monocommunale constituant une ville isolée,. Par ailleurs la commune fait partie de l'aire d'attraction de Brest, dont elle est une commune de la couronne,. Cette aire, qui regroupe 68 communes, est catégorisée dans les aires de 200 000 à moins de 700 000 habitants,.
La commune, bordée par la mer d'Iroise, est également une commune littorale au sens de la loi du 3 janvier 1986, dite loi littoral. Des dispositions spécifiques d'urbanisme s'y appliquent dès lors afin de préserver les espaces naturels, les sites, les paysages et l'équilibre écologique du littoral, tel le principe d'inconstructibilité, en dehors des espaces urbanisés, sur la bande littorale des 100 mètres, ou plus si le plan local d'urbanisme le prévoit.

### Occupation des sols
L'occupation des sols de la commune, telle qu'elle ressort de la base de données européenne d'occupation biophysique des sols Corine Land Cover (CLC), est marquée par l'importance des territoires agricoles (84,4 % en 2018), en diminution par rapport à 1990 (85,9 %). La répartition détaillée en 2018 est la suivante :
zones agricoles hétérogènes (56,8 %), terres arables (24,4 %), zones urbanisées (14,2 %), prairies (3,2 %), milieux à végétation arbustive et/ou herbacée (1,4 %). L'évolution de l'occupation des sols de la commune et de ses infrastructures peut être observée sur les différentes représentations cartographiques du territoire : la carte de Cassini (XVIIIe siècle), la carte d'état-major (1820-1866) et les cartes ou photos aériennes de l'IGN pour la période actuelle (1950 à aujourd'hui).

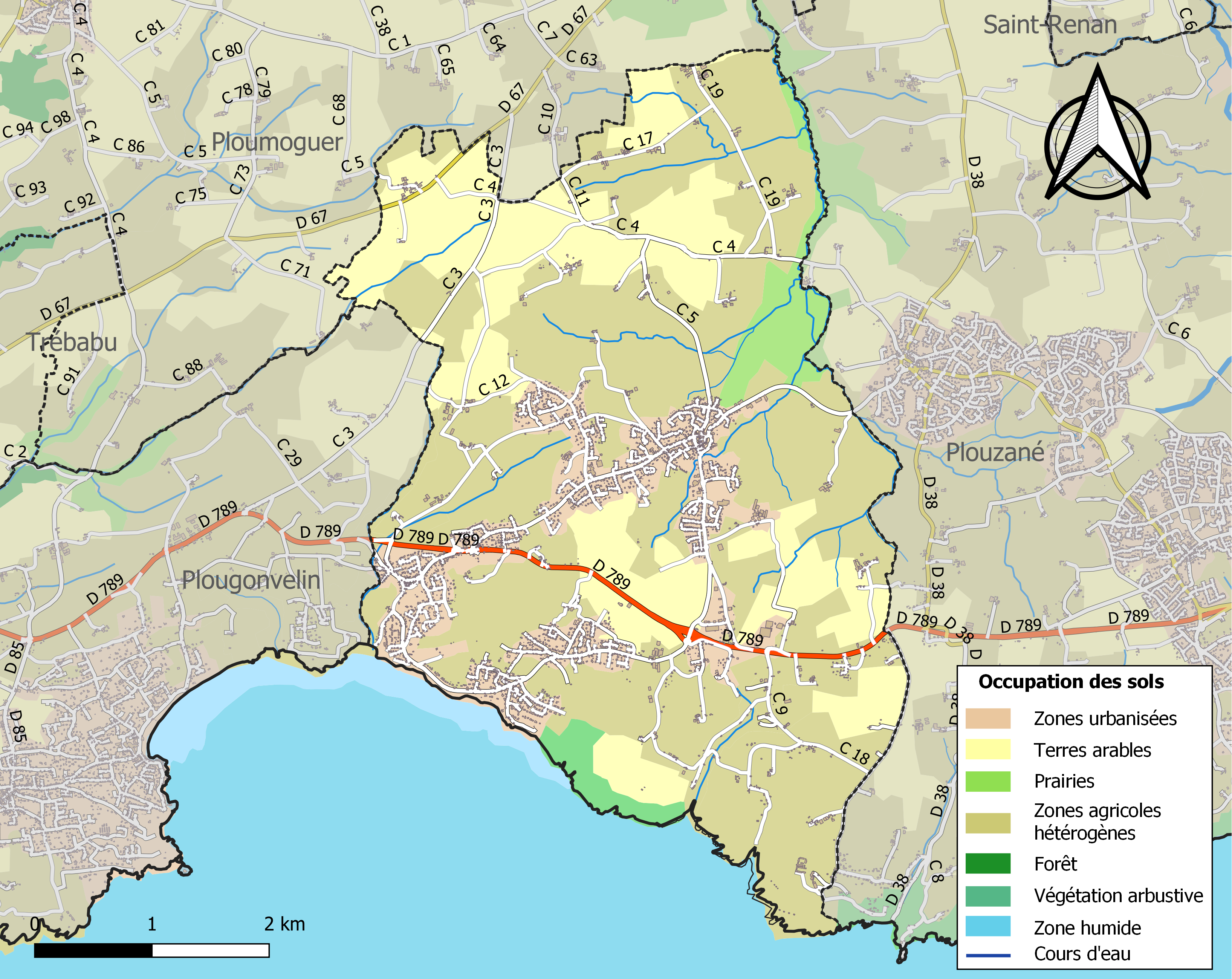
Carte des infrastructures et de l'occupation des sols de la commune en 2018 (CLC).

## Toponymie
Le nom de la localité est attesté sous les formes Locmaria de Lanmeanec en 1477, Locmaria Lanvenec en 1610 et Loc-Maria Plouzané en 1790,,.
Locmaria-Plouzané vient du breton Loc Maria (« lieu consacré à Marie »), Plou (« paroisse ») de saint Sané.
En 2011, des réflexions ont été envisagées afin de modifier le nom officiel de la commune pour le transformer en Locmaria-Lanvénec, afin d'une part d'éviter le quiproquo fréquent qui consiste à croire que Locmaria n'est qu'un quartier ou un hameau de la commune voisine de Plouzané, et de rendre le nom de la commune cohérent avec le gentilé. Un référendum à ce sujet devait se tenir fin 2012. Mais finalement le nom n'a pas changé et est resté Locmaria-Plouzané.

## Histoire

### Préhistoire
Paul du Chatellier a exploré en 1892 près du village de Brendégué un tumulus de l'âge du bronze à Locmaria-Plouzané, d'un diamètre de 22 mètres et d'une hauteur d'1,50 mètre ; « la chambre était construite en pierres, disposées en encorbellement, et contenait des restes incinérés sur une épaisseur de 4 à 6 centimètres. Au centre était une grosse pierre sur laquelle avait été placée une tête de grand cerf (...) ». Tout auprès on a trouvé deux petits poignards de bronze et un long poinçon en os,.

### Moyen Âge
Saint Sané aurait abordé le continent à la pointe de Perzell, actuelle pointe de Bertheaume, puis, avançant dans les terres, s'arrêta au cœur de la forêt de Lucos, « lieu consacré », au centre de laquelle se trouvaient des temples païens. Avec ses compagnons, ils firent de ces temples des sanctuaires chrétiens, dont la première église de Locmaria-Plouzané. Albert Le Grand, qui a écrit sa biographie dans la Vie de saint Sané, écrit : « Par la commune tradition, que la Tour de l'Eglise Trevialle de Nostre Dame de Lou-Maria [Locmaria-Plouzané], distant de Guic-Sané Plouzané d'un quart de lieue, estoit, jadis un Oratoire dedié à leurs fausses & prophanes Deïtez , situé lors au milieu d'une épaisse forest qu'ils nommoient Lucos ; & void-t-on, devant ladite Eglise, de part & d'autre du grand chemin, deux grandes Croix de pierre, lesquelles on tient que S. Sané y avoit fait planter, dés qu'il eust converty ce peuple à la Foy ; en reconnaissance de quoy, ces Croix ont esté depuis tenuës en grande révérence, & servoient d'Azile & franchise pour les malfaicteurs ; que, s'ils pouvoient une fois se rendre au grand chemin entre ces deux Croix, ils n'estoient point appréhendez de la Justice & l'appelloient Menehy Sant Sané » [ minihy ]. Le bois prit alors le nom de Coat-ar-C'hras ("le Bois de la Grâce").
Ces faits sont repris par Jean-Baptiste Ogée qui écrit : « L'église de Plouzané était autrefois un temple consacré aux idoles. Saint Sané est considéré comme le Patron du lieu. On remarque dans cette église plusieurs monuments qui prouvent son antiquité. Auprès du porche est une Croix de pierre fort haute, sur laquelle sont des inscriptions qu'on ne saurait lire. À peu de distance de l'église de Lomaria [Locmaria-Plouzané], on remarque deux grandes Croix de pierre que l'on prétend avoir été plantées par saint Sané après qu'il eut converti le peuple de ce pays à la foi catholique. Ces Croix ont toujours été fort révérées du peuple et ont été longtemps reconnues comme des asiles inviolables. Les malfaiteurs qui s'y réfugiaient ne pouvaient être saisis, ni punis. On voit aussi dans le cimetière une pierre d'autel où saint Sané célébra pour la première fois la messe, en présence des nouveaux convertis, dans le sixième siècle. Plouzané et la chapelle de Lomaria [Locmaria-Plouzané] étaient alors environnées d'une grande forêt, au milieu de laquelle elles étaient situées ».

### DuXVIeauXVIIIesiècle
Au XVIe siècle, Locmaria-Plouzané faisait partie de la sénéchaussée de Brest et Saint-Renan.
La chapelle Saint-Sébastien fut d'abord un simple oratoire dédié à saint Sébastien construit dans le cimetière ouvert lors de l'épidémie de peste qui désola le Léon entre 1639 et 1652 et fit 53 morts à Locmaria en 1640 ; dès 1645 un pardon y fut organisé chaque année. L'oratoire fut transformé en une véritable chapelle en 1785, laquelle fut reconstruite en 1863.

### La Révolution française
Sous la Révolution, février 1790 voit la séparation entre Plouzané et Locmaria qui devient alors une commune.
La paroisse de Plouzané et sa trève de Locmaria résistèrent à la Constitution civile du clergé. En 1792, la messe était toujours célébrée par des prêtres insermentés, sous la protection de 40 ou 50 hommes armés. « Tous s'accordaient à dire que les paysans se rassemblaient en armes dans ces deux communes ; que des vedettes [guetteurs] étaient placées dans les clochers, afin de sonner, à la première alerte, le tocsin auquel on savait que les communes voisines étaient prêtes à répondre ; que les voyageurs, surtout ceux qui venaient de Brest, étaient arrêtés et retenus sous les prétextes les plus frivoles ; que les patriotes, en minorité, n'étaient pas plus en sécurité que le curé constitutionnel de Plouzané contre lequel on excitait les femmes et les enfants qui, non contents de l'insulter quand il exerçait son ministère, le poursuivaient à coup de pierres, à la sortie de l'église et jusque chez lui ». Le 14 avril, le district de Brest dut envoyer un détachement de 600 soldats pour venir à bout de la population récalcitrante.
En juin 1792, quatre officiers municipaux de Locmaria (Cosléou, Inisan, Ollivier, Lessar) adressent une supplique au Roi : « Rendez, Sire, à vos fidèles sujets la liberté du culte, rendez-leur les anciens ecclésiastiques que des ennemis acharnés de l'autel et du trône s'efforcent d'éloigner de nous, malgré l'amnistie que votre paternelle bonté a prononcée pour tout le royaume ».
En 1802, Locmaria obtient de devenir une paroisse totalement indépendante de Plouzané.

### LeXIXesiècle
A. Marteville et P. Varin, continuateurs d'Ogée décrivent ainsi Locmaria en 1843 :

« Locmaria (sous l'invocation de la Vierge) ; commune formée de l'ancienne trève de Plouzanné [Plouzané]. L'église de Kermaria, située dans un fond, est un édifice du XVIe siècle ; elle est en mauvais état. On voit dans le cimetière une fort belle croix en kersanton, et portant la date de 1527 ; aux pieds du Christ est l'écusson des seigneurs de Kermavan. Il y a, outre l'église, deux chapelles qui n'ont pas de pardon. On parle le breton. »

Pourtant, la croix actuelle ne porte ni écusson ni date. Elle est en granite de Trégana et a été érigée là en 1801 en remplacement d'une croix ancienne détruite pendant la Révolution. Cette croix provenait de Pont-Rohel et était surnommée Croix des Anglais sans doute en souvenir de l'expédition anglaise de 1558 qui ravagea Le Conquet, l'abbaye de Saint-Mathieu et Plougonvelin.
Locmaria-Plouzané possédait trois moulins à vent dont un seul subsiste, en ruines, sur la colline de Ru Vraz, laquelle abritait aussi une "maison des douaniers" qui fut précédemment un poste de garde-côtes.

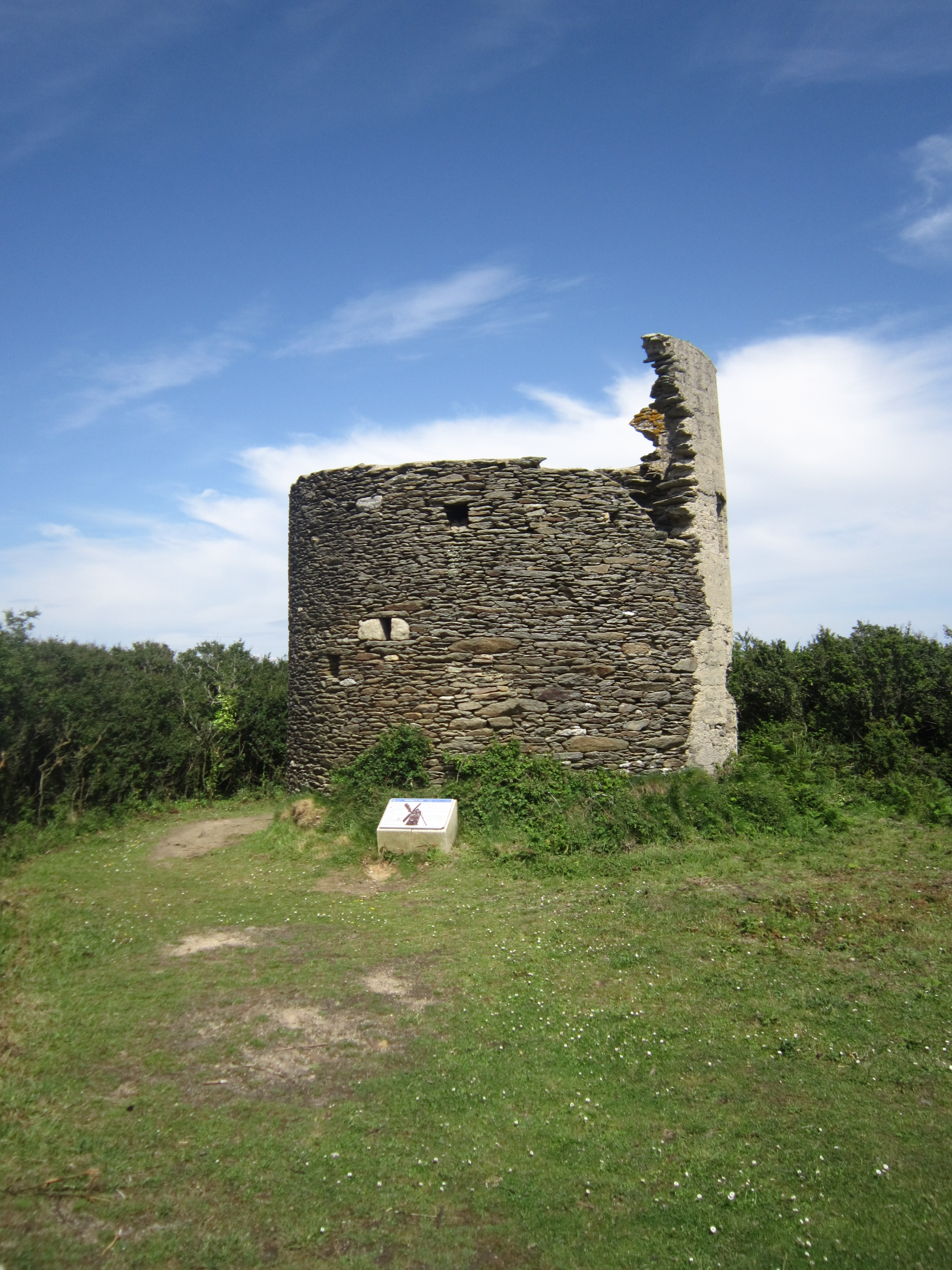
Les restes de l'ancien moulin à vent de Ruvras (Ru Vraz).
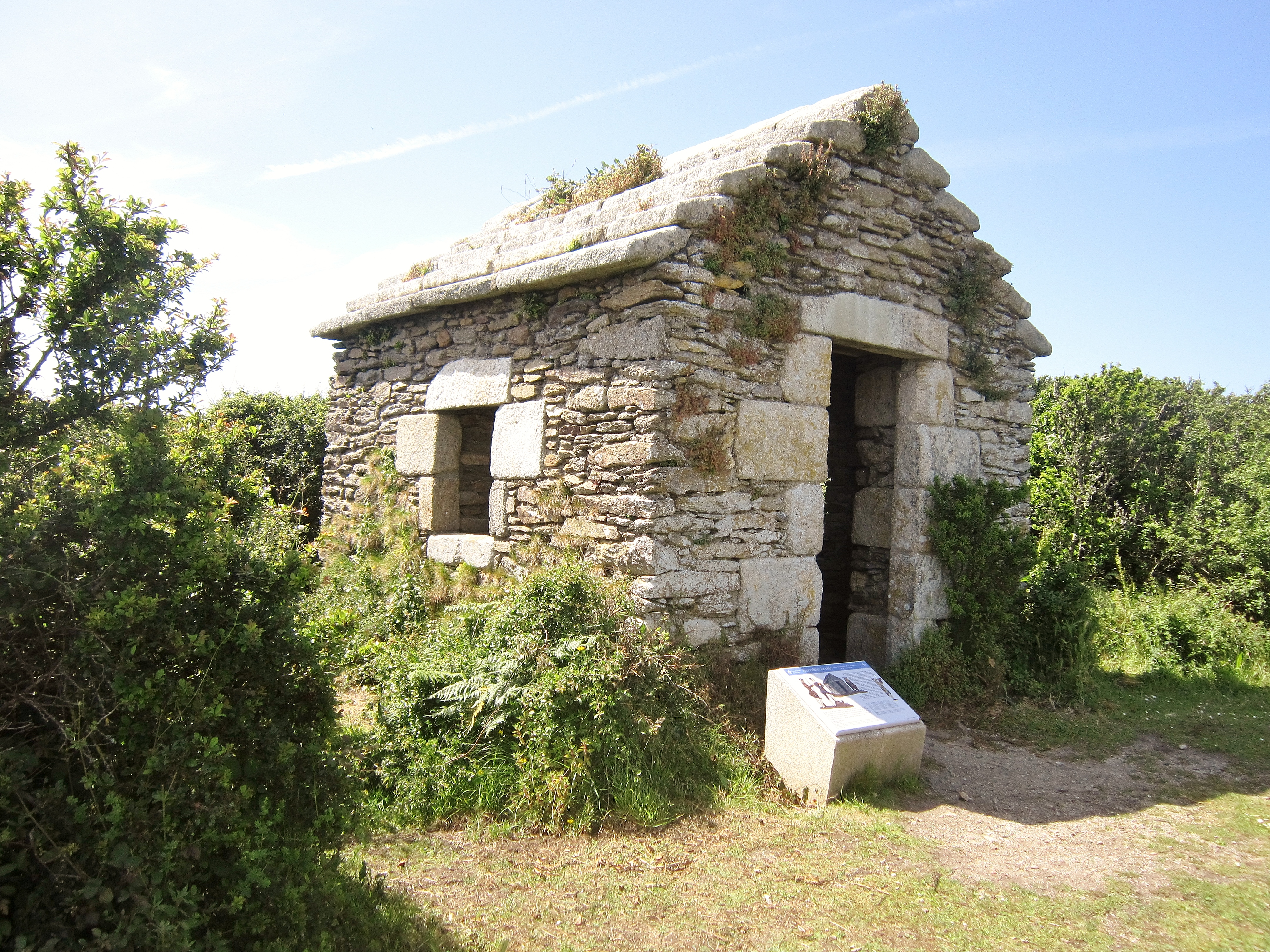
La "maison des douaniers" de Ruvras (Ru Vraz).

La commune obtint à plusieurs reprises dans les décennies 1860 et 1870 l'autorisation de percevoir une surtaxe sur l'alcool et l'absinthe à l'octroi de la commune de Locmaria-Plouzané.
Le maire de Locmaria-Plouzané, Charles de Kerguiziau de Kervasdoué, fut suspendu de ses fonctions en avril 1879 par le préfet du Finistère pour avoir refusé d'afficher un ordre du jour de flétrissure voté par les députés à l'encontre des anciens ministres de l'Ordre moral.
Benjamin Girard décrit ainsi Locmaria-Plouzané en 1889 :

« La commune (...), ancienne trève de Plouzané, est située sur le littoral, entre Plouzané et Plougonvelin. Le bourg compte 180 habitants. L'église paroissiale est de 1755. Dans le cimetière s'élève une fort belle croix en kersanton, portant la date de 1527. Sur le littoral de la commune, de la pointe de Grand Minou à l'anse de Bertheaume, sont disséminés plusieurs forts et batteries, qui font partie des défenses de la rade de Brest »

A la pointe du grand Minou, existait une tour-modèle no 3, type 1811 qui a été détruite et remplacée par le fort de Toulbroc'h situé à l'entrée du Goulet de Brest, construit à la fin du XIXe siècle pour assurer la défense du port de Brest.

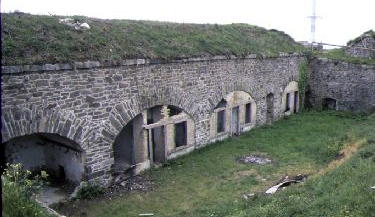
Le fort de Toulbroc'h : vue intérieure.

En 1879, un câble télégraphique sous-marin transatlantique part de la grève de Déolen à destination de Cap Cod (USA) via Saint-Pierre-et-Miquelon.
En 1898, un câble télégraphique sous-marin, dénommé "Le Direct" relie Brest, via Déolen, à Orleans (Massachusetts), assurant sans relais intermédiaire une communication directe entre l'Europe et l'Amérique du Nord, est mis en service par la Compagnie française des Câbles télégraphiques. Long de 5 878 km (3 174 milles nautiques), ce fut le câble télégraphique le plus long et le plus lourd jamais réalisé. La crique de Déolen fut choisie pour la tranquillité des lieux « éloignés de toutes influences de parasites industriels nuisibles aux récepteurs ». De nouveaux câbles aboutirent à Déolen et la station continua de fonctionner jusqu'en 1962, elle est remplacée par la station de Penmarc'h opérationnelle depuis 1959 avec des câbles coaxiaux.

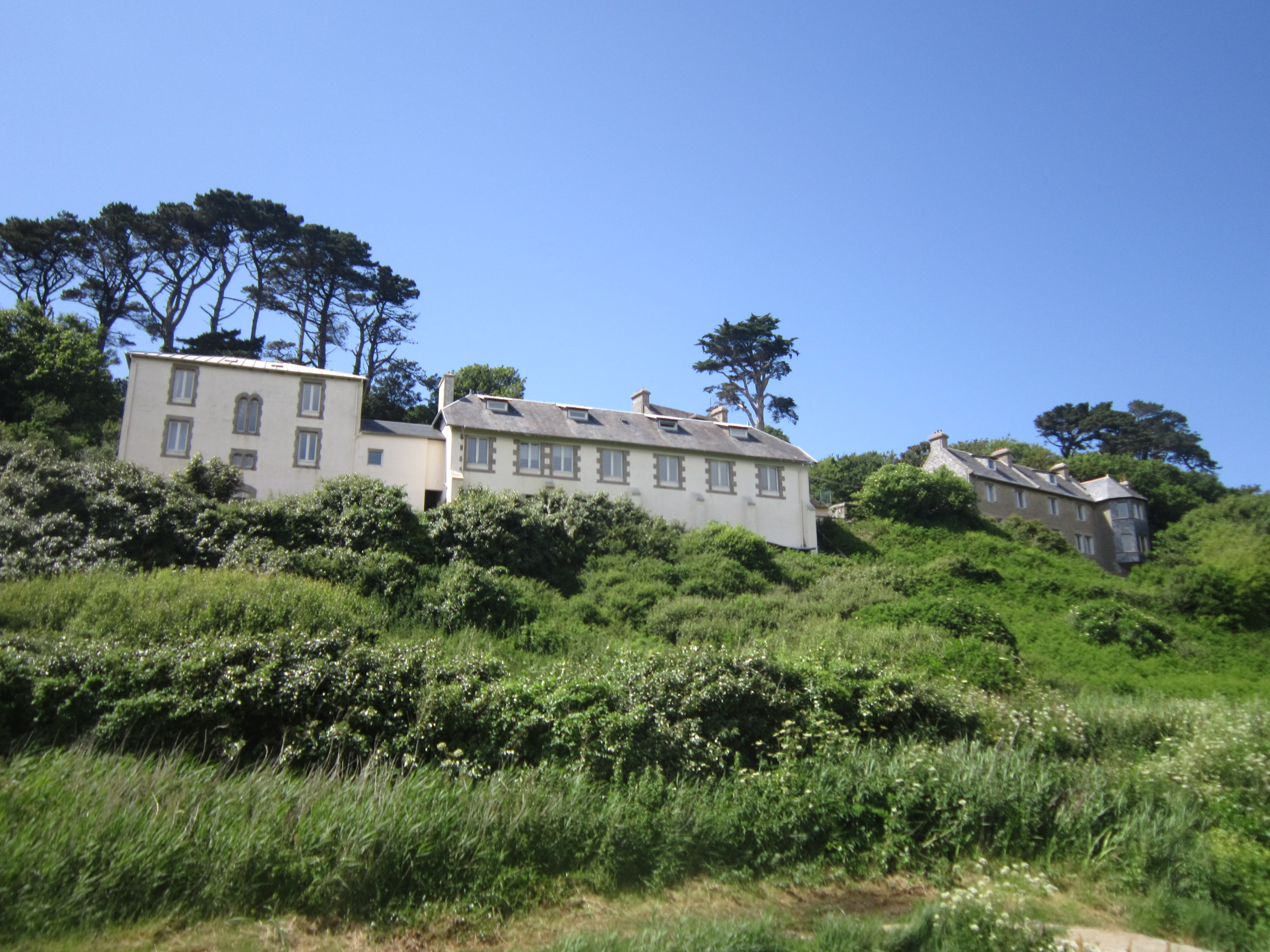
Déolen : les bâtiments d'exploitation de l'ancien câble télégraphique.
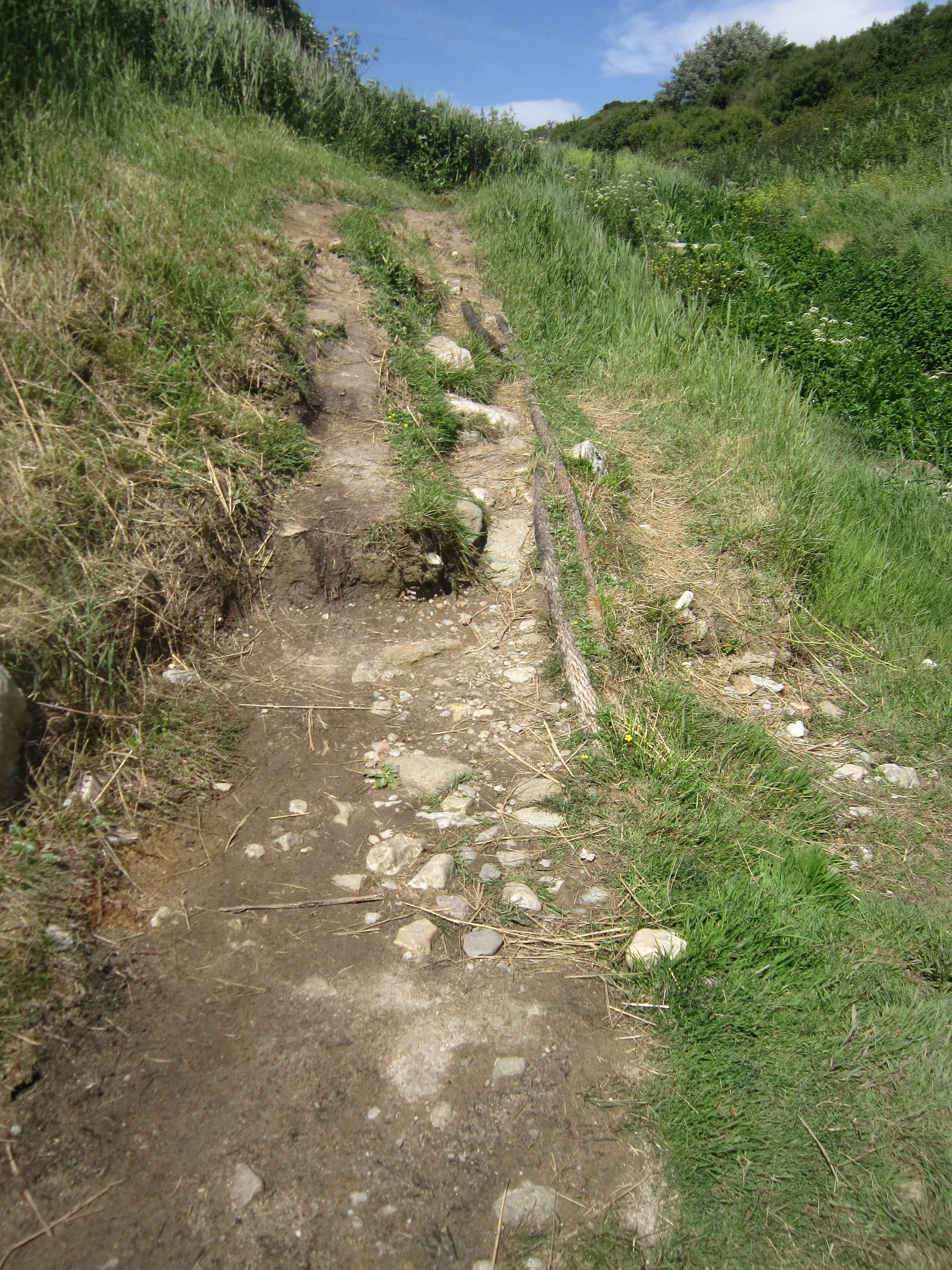
Déolen : les restes du câble télégraphique encore visibles sur place.
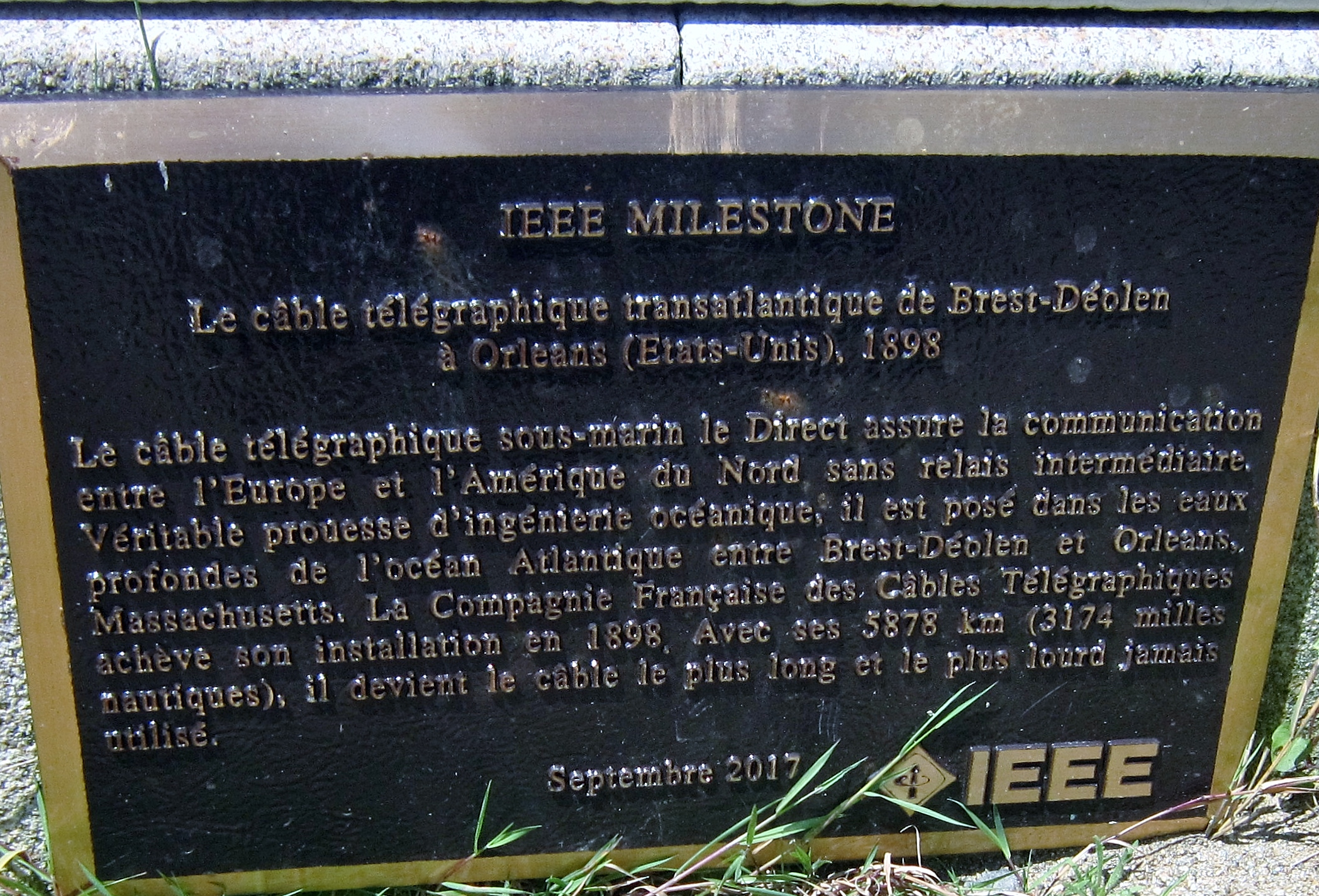
Déolen : plaque commémorative de l'ancien câble télégraphique.

### LeXXesiècle

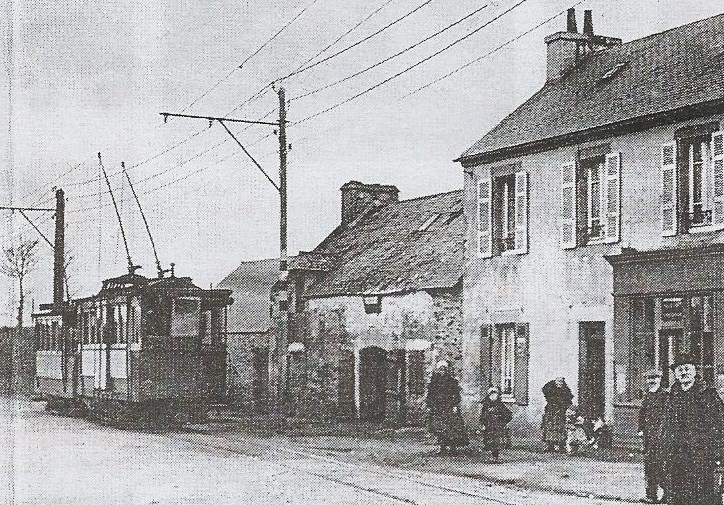
L'arrêt de Pen-ar-Ménez (ligne de tramway de Brest au Conquet) en 1911.

#### L'enterrement de Jean-René Arzel en 1905
L'enterrement de Jean-René Arzel, marin à bord du sous-marin Farfadet, coulé accidentellement dans la lagune de Bizerte le 6 juillet 1905 est décrit longuement par l'abbé Gayraud, qui en profite pour décrire le bourg de Locmaria-Plouzané dans le journal L'Univers :

« Au milieu des tombes où tant de générations dorment leur dernier sommeil sous les dalles de granite, au pied des croix de pierre, l'humble église du bourg de Locmaria dresse son clocher ajouré dont la pointe ne s'élève pas au-dessus de l'horizon des collines qui enserrent l'étroit paysage. À gauche, le long de la route qui descend vers le ruisseau marécageux, une allée d'arbres feuillus forme de ce côté-ci du cimetière une barrière de verdure ; à droite, par-dessus la muraille de l'enclos, apparaissent le toit d'ardoises et le haut de la façade blanche du presbytère (...) ; par derrière, autour de la placette et en bordure des deux chemins qui relient ce bourg bas-breton à la grand'route de Brest au Conquet, les maisons rustiques sont posées à la file : chaumières de paysans, boutiques d'artisans campagnards, épiceries, auberges et « débits à emporter », mairie et maison d'école ; enfin, devant nous, sur le flanc opposé du vallon qui s'ouvre largement vers la droite et va se resserrant jusqu'à l'Aber-Ildut, dominé à gauche par les châteaux de Kerros et de Kervasdoué, l'on voit (...) l'église à la tour massive et le bourg de Plouzané (...). »

#### La querelle des inventaires en 1906

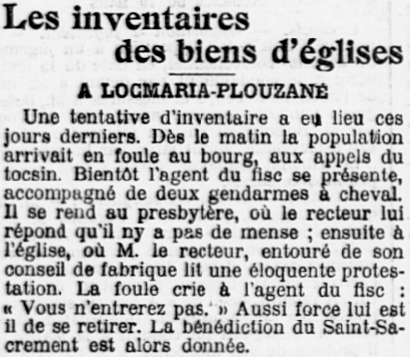
La première tentative d'inventaire des biens d'église à Locmaria-Plouzané (journal L'Ouest-Éclair du 20 mars 1906).

Le journal L'Ouest-Éclair décrit ainsi la querelle des inventaires à Locmaria en 1906 :

« Vingt minutes après, nous sommes à Locmaria où, après la lecture de deux protestations de l'abbé Mengant, recteur, et les sommations légales, la porte est démolie en dix minutes par les soldats du génie. Ceux-ci reçoivent de la foule, plus surexcitée qu'à Plouzané, des pierres et des morceaux de bois qui n'atteignent pas leur but. La porte de la sacristie est également forcée. Pendant l'opération de l'inventaire, des bagarres ont lieu au dehors et les soldats reçoivent des pierres, des fagots, etc. Des charges ont lieu dans le cimetière et plusieurs cavaliers sont atteints par des pierres. Le brigadier de Saint-Renan a sa pèlerine déchirée. À la sortie du percepteur, la bagarre atteint son comble. Les pierres pleuvent sur tous, soldats, commissaires, journalistes, cochers. M. Jérome est contusionné à l'oreille droite par une forte pierre. Enfin, les voitures s'éloignent au trot, sous les injures et les cris de la foule. »

Le journal L'Humanité raconte les mêmes faits en ces termes :

« [À] Locmaria le tocsin sonne à toute volée. La foule surexcitée remplit le cimetière attenant à l'église. La cavalerie doit charger pour entrer et dégager la porte principale de l'église devant laquelle s'était formée une haie épaisse de manifestants. Refoulés au dehors du cimetière, ceux-ci lancent des fagots par-dessus le mur sur la tête des gendarmes. La porte de l'église ayant cédé sous les coups de sapeurs, les fidèles, qui font alterner, à l'intérieur, les cantiques et les vociférations, passent par l'ouverture des panneaux défoncés des poutres qui heureusement ne blessent personne. L'inventaire terminé, la troupe subit en se retirant une attaque à l'improviste par des manifestants qui s'étaient cachés derrière le mur du cimetière et criblent de pierres les gens de l'escorte. Le commissaire central est blessé, couvert de boue ; blessés aussi un hussard, un gendarme et plusieurs sapeurs, mais sans gravité. »

Un bureau téléphonique fut mis en service à Locmaria le 1er janvier 1914.

#### La Première Guerre mondiale

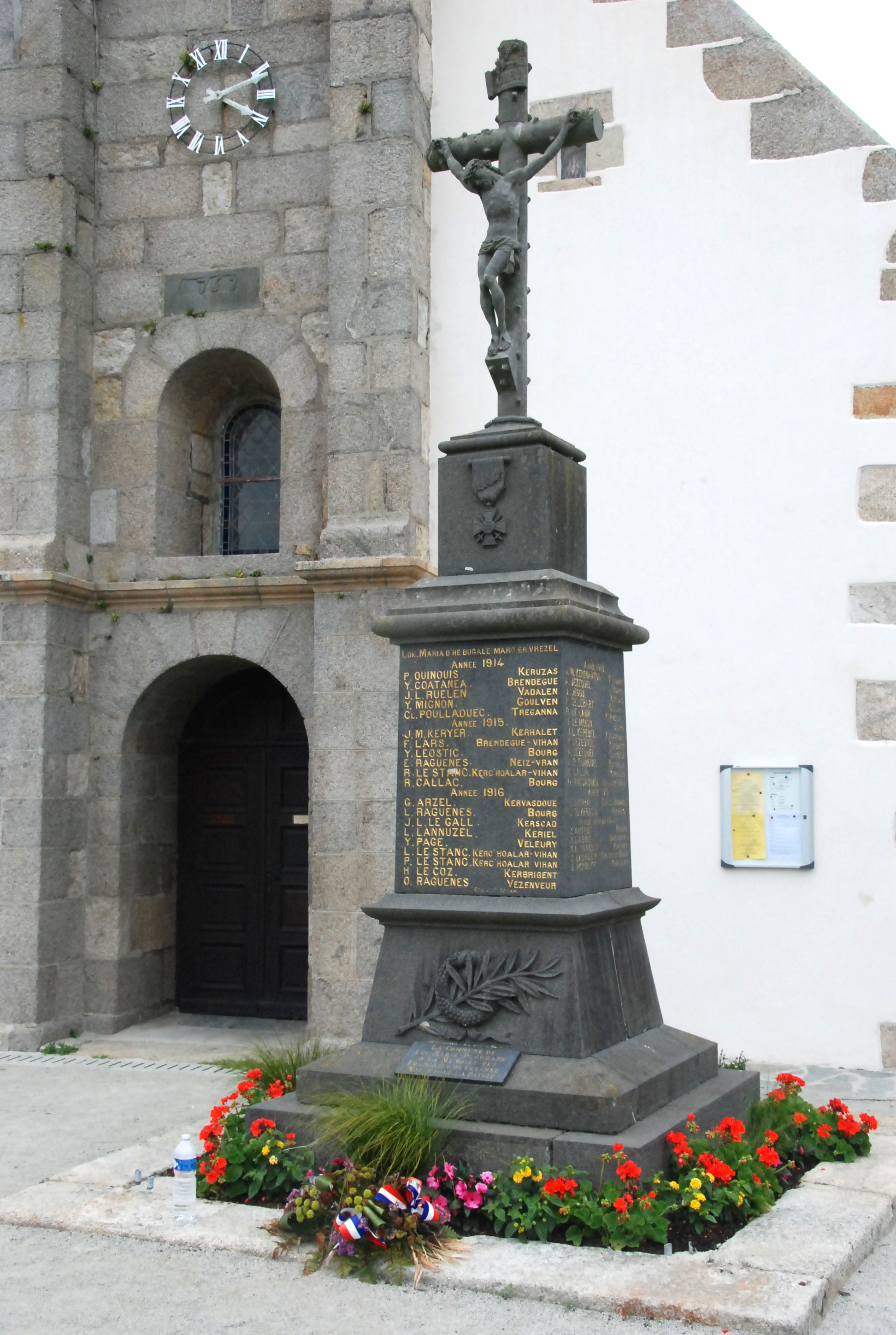
Le monument aux morts de Locmaria-Plouzané.

Le monument aux morts de Locmaria-Plouzané porte les noms de 46 soldats et marins morts pour la France pendant la Première Guerre mondiale; parmi eux, par exemple, François Gélébart, matelot mécanicien à bord de l' Édouard-Corbière, tué à l'ennemi en mer le 19 juin 1917 et décoré de la Médaille militaire et de la Croix de guerre ; Jean Jegou, mort le 12 avril 1918 alors qu'il était prisonnier en Allemagne ; Yves Jézéquel, chasseur au 47e bataillon de chasseurs alpins, tué à l'ennemi le 2 juin 1918 à Ypres (Belgique) ; la plupart des autres sont morts sur le sol français.
Né en 1895, Georges De Kerros, est mort de la grippe espagnole le 11 février 1919 à Beaumont-du-Gâtinais (Seine-et-Marne) avant sa démobilisation. Maréchal des logis au 278e régiment d'artillerie de campagne il est blessé en 1915 et en 1916. Il est cité à l'ordre de son régiment en janvier 1919 et de ce fait titulaire de la croix de guerre avec une étoile en bronze.

#### L'Entre-deux-guerres
Le 15 aout 1919 est inauguré le monument aux morts. Ce monument a été érigé par la paroisse de Locmaria à l'initiative du Père Quinquis, missionnaire des Oblats de Marie-Immaculée et originaire de la commune. Après avoir servi comme infirmier et aumônier militaire, avant de regagner sa mission africaine du Natal, il sollicite les paroissiens mais aussi le conseil municipal pour lever les fonds en l'honneur des Lanvénécois mort à la guerre. En 1951, lors de sa dernière visite à l'occasion de son jubilé d'or (50 ans de vie religieuse), l'abbé Quinquis prononce le sermon suivant (en langue bretonne) :
Texte original : « Hirio, deiz an armistice, pebhini ac'hanomp en deuz eun dle da baea e kenver bugale Loc-Maria kouezet war tachen ar vrezel. Pebhini ac'hanomp a dle hirio pedi evito pegwir dre ho maro ho deuz soveteat ac'hanomp. 33 vloaz zo tremenet abaoe oa echu ar vrezel genta hag araok dizrein da vro ar Vorianet em oa great tro ar barrez evit sevel eur monument da vugale Loc-maria. Deuet oun da benn da zastum 4 000 lur ha gand ar 4 000 lur-ze eo bet savet ar monument kaer a zo aze dirag an iliz, kenta monument savet e breiz izel. Hirio en devize kousket ne ket 4 000 lur met tost da 400 000 lur. Bennozh doué d'an dud o doa sikouret ac'hanon hag hirio e c'houlenan diganeoc'h pedi evit or c'henvraez o deuz skuillet o goad evidomp, eur beden evito a gresko o levenez er baradoz hag o unan ankounac'hount ket ac'hanomp. »
Traduction : « Aujourd'hui, jour de l'anniversaire de l'Armistice, chacun de nous a une dette envers les enfants de Locmaria tombés pendant la guerre. Nous devons donc aujourd'hui prier pour eux puisque par leur mort ils nous ont sauvés. Cela fait 32 ans que la première guerre est finie, et avant de retourner au pays de mission parmi les Noirs, j'avais fait le tour de la paroisse pour élever un monument aux enfants de Locmaria : j'ai pu recueillir 4 000 francs et avec cette somme, ce beau monument a été érigé devant l'église ; premier monument de Basse Bretagne. Aujourd'hui cela coûterait non pas 4 000 francs mais près de 400 000 francs. Merci à ceux qui m'avaient aidés et aujourd'hui je vous demande de prier pour nos compatriotes qui ont versé leur sang pour nous, une prière à leur intention augmentera leur plénitude au ciel et, de même, ils ne nous oublieront jamais. »
La famille de Guillaume Coatanéa (treize enfants vivants) reçoit en 1924 le prix Cognacq-Jay.

#### La Seconde Guerre mondiale
Le monument aux morts de Locmaria-Plouzané porte les noms de dix personnes mortes pour la France pendant la Deuxième Guerre mondiale ; parmi elles, Jean Goarzin, soldat du 241e régiment d'infanterie, mort le 29 mai 1940 à Pervyse (Belgique).

#### L'après Seconde Guerre mondiale
François Herry, maréchal-des-logis-chef au 69e régiment d'artillerie d'Afrique, est disparu le 28 novembre 1946 à Thudaumot (Cochinchine) pendant la guerre d'Indochine.
Le 6 février 1947, deux aviateurs de la base aéronavale de Lann-Bihoué, qui effectuaient des acrobaties à bord d'un avion « Fiesler-Torch », se tuèrent, une aile de leur avion s'étant détachée, près du bourg.
Un patronage catholique, « L'Étoile de Locmaria », existait dans la décennie 1950 et les décennies suivantes.
La troménie commune aux paroisses de Plouzané et Locmaria-Plouzané, qui existait depuis un temps immémorial en l'honneur de saint Sané et qui se rendait notamment à la fontaine Saint-Sané (dite aussi fontaine du Cloître), a été organisée pour la dernière fois en 1959 ; les paroissiens de Plouzané ont toutefois continué à l'organiser seuls jusqu'en 1970.

### LeXXIesiècle
Yoann Rouat, maréchal des logis au 13e régiment de dragons parachutistes, est mort le 18 janvier 2009 au large des côtes gabonaises.

## Politique et administration

### Liste des maires
Le premier maire de Locmaria fut Jean Gestin originaire de Languiforc'h sur la route de Dalbosc en 1790.

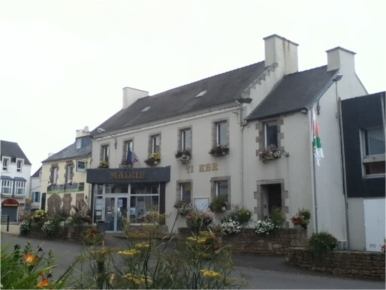
La mairie.

| Période | Période  | Identité                            | Étiquette   | Qualité |
| ------- | -------- | ----------------------------------- | ----------- | --- |
| 1790    | 1791     | Jean Gestin                         |             | Maire |
| 1791    | 1791     | Guillaume Le Coat                   |             | Maire |
| 1791    | 1791     | Sébastien Nedelec                   |             | Maire |
| 1791    | 1793     | Guillaume Le Coat                   |             | Maire |
| 1793    | 1799     | Laurent Labbé                       |             | Maire |
| 1799    | 1801     | Sébastien Inizan                    |             | Maire |
| 1801    | 1803     | Jean Lenard                         |             | Maire |
| 1804    | 1806     | Guillaume Le Coat                   |             | Maire |
| 1806    | 1835     | Hervé Rioual                        |             | |
| 1836    | 1840     | Jean-Marie L'Hopital                |             | |
| 1840    | 1843     | Jacques Lars                        |             | Cultivateur. Neveu du maire Hervé Rioual.                                                                                          |
| 1843    | 1846     | Honoré de Kerguiziau de Kervasdoué  |             | Comte. |
| 1846    | 1862     | Jacques Lars                        |             | Déjà maire entre 1840 et 1843. |
| 1862    | 1892     | Charles de Kerguiziau de Kervasdoué | Légitimiste | Propriétaire. Habitait le manoir de Kervasdoué. Fils d'Honoré de Kerguiziau, maire entre 1843 et 1846. Conseiller général en 1876. |
| 1892    | 1896     | Gabriel Causeur                     |             | Fils d'un agent des douanes. |
| 1896    | 1909     | Jean-Marie Le Guen                  |             | Cultivateur propriétaire à Kervezeon.                                                                                              |
| 1909    | 1925     | Nicolas Marzin                      |             | Cultivateur. |
| 1925    | 1939     | Hervé Leizour                       |             | Cultivateur et commerçant. |
| 1939    | 1964     | Henri Gestin                        |             | Directeur de coopérative agricole.                                                                                                 |
| 1964    | 1971     | Michel Lareur                       |             | Cultivateur. |
| 1971    | 1983     | Jean-Marie Herry                    | DVD         | Agriculteur |
| 1983    | 1995     | Yves Riou                           | RPR         | Cadre dans une entreprise de travaux publics                                                                                       |
| 1995    | 2001     | Roger Abalain                       | PS          | Ergonome retraité, suppléant du député François Cuillandre (1997-2002)                                                             |
| 2001    | En cours | Viviane Godebert                    | DVD         | Cadre de direction retraitée Vice-présidente de Pays d'Iroise Communauté Réélue en 2008, 2014 et 2020                              |

### Politique de développement durable
La commune a engagé une politique de développement durable en lançant une démarche d'Agenda 21.

## Démographie
| 1793  | 1800  | 1806  | 1821  | 1831  | 1836  | 1841  | 1846  | 1851  |
| ----- | ----- | ----- | ----- | ----- | ----- | ----- | ----- | ----- |
| 1 191 | 1 210 | 1 196 | 1 121 | 1 154 | 1 281 | 1 226 | 1 321 | 1 439 |

| 1856  | 1861  | 1866  | 1872  | 1876  | 1881  | 1886  | 1891  | 1896  |
| ----- | ----- | ----- | ----- | ----- | ----- | ----- | ----- | ----- |
| 1 304 | 1 324 | 1 258 | 1 222 | 1 249 | 1 224 | 1 279 | 1 294 | 1 244 |

| 1901  | 1906  | 1911  | 1921  | 1926  | 1931  | 1936  | 1946  | 1954  |
| ----- | ----- | ----- | ----- | ----- | ----- | ----- | ----- | ----- |
| 1 320 | 1 361 | 1 354 | 1 205 | 1 287 | 1 213 | 1 245 | 1 366 | 1 300 |

| 1962  | 1968  | 1975  | 1982  | 1990  | 1999  | 2006  | 2011  | 2016  |
| ----- | ----- | ----- | ----- | ----- | ----- | ----- | ----- | ----- |
| 1 191 | 1 202 | 1 824 | 2 686 | 3 589 | 4 246 | 4 807 | 4 816 | 5 052 |

| 2021  | 2022  | - | - | - | - | - | - | - |
| ----- | ----- | - | - | - | - | - | - | - |
| 5 138 | 5 160 | - | - | - | - | - | - | - |

## Armoiries
| Blason de Locmaria-Plouzané | Blason de Locmaria-Plouzané : Le blason communal a été réalisé avec l'aide de la commission départementale d'héraldique du Finistère, et adopté lors de la séance du Conseil municipal du 23 octobre 1987. Il a pour but de représenter l'identité de la commune et se blasonne ainsi : De sinople à la champagne ondée d'argent et à la gerbe de trois épis de blé d'or. Commentaire : Le champ de l'écu est de sinople (vert) pour symboliser le caractère agricole prédominant de la commune. La champagne (bas de l'écu) est ondée d'argent (blanc) pour représenter la côte et la mer, qui se trouve au sud de la commune. Les épis de blé couleur or (jaune) symbolisent la richesse agricole de la commune ; les épis, au nombre de trois par souci d'équilibre et de symétrie, sont le symbole même de l'agriculture, même si la culture du froment n'est pas prépondérante sur le territoire de la commune. L'ensemble est surmonté d'une couronne, signe d'une identité celtique forte à la suite de l'arrivée vers l'an 440 de saint Sané au lieu-dit Lou-Maria, devenu Loc-Maria. Elle se compose de trois parties : - le cercle d'or ou « collier magique » de Saint-Sané placé au centre de la couronne et avec lequel, selon la légende, il étranglait les parjures lors des serments de justice ; - les trèfles d'Irlande (patrie d'origine de saint Sané) ; - l'hermine de Bretagne. Deux lions mornés (sans langue ni griffes) de sable (noirs) supportent l'écu. Ils symbolisent le Léon auquel appartient Loc-Maria-Plouzané. Enfin une banderole d'or reçoit, en lettre de gueules (rouge), le nom de la commune. |

## Logo
| Logo de Locmaria Plouzané | Logo de Locmaria Plouzané : Ce logo présenté le 5 janvier 2018 lors des vœux de Madame la Maire a été créé et offert à la commune par un Lanvénécois, Alain Crivelli. Le graphisme du logo a pour objectif de faire ressortir une identité forte autour de différents pôles d'attractivité identifiés : - La terre qui souligne la richesse et la diversité de la commune dans le domaine agricole. - La mer avec ses 6 km de côtes et ses plages qui reflètent aussi le tourisme… - Le soleil pour finir avec les fameux couchers de soleil de la commune On distingue donc 3 couleurs fondamentales : bleu, vert et jaune. Une typographie simple et ronde a été choisie pour assurer la lisibilité du logo. L'objectif est de donner une priorité à Locmaria par rapport à Plouzané via une police d'écriture plus petite pour ce dernier. Ceci afin d'éviter le quiproquo fréquent consistant à croire que Locmaria n'est qu'un quartier ou un hameau de la commune voisine de Plouzané Une typographie simple et une couleur contrastée bleu foncé sont utilisés pour valoriser le nom. Bien entendu, la traduction en breton fait partie de l'engagement de la commune envers la "charte pour le Breton" « Ya d'ar Brezhoneg ». |

## Langue bretonne
L'adhésion à la charte Ya d'ar brezhoneg a été votée par le Conseil municipal le 20 juin 2008. La commune a reçu le label de niveau 1 de la charte le 18 décembre 2009.
Loc-Maria Plouzané en breton s'écrit « Lokmaria Plouzane » et se prononce « Loumaria ».
Une classe bilingue a été ouverte en 2012 à l'école Saint-Anne.
À la rentrée 2017, 57 élèves étaient scolarisés dans la filière bilingue catholique (soit 9,7 % des enfants de la commune inscrits dans le primaire).

## Sites et monuments

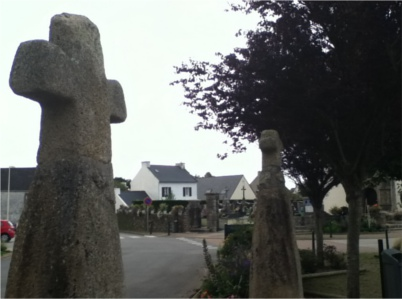
Anciennes stèles christianisées présentes au bourg.

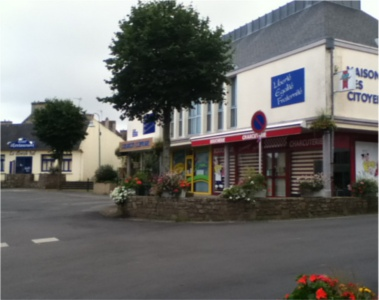
La Maison des Citoyens et la boucherie.

- L'église Notre-Dame (rebâtie entre 1768 et 1779) ; selon Albert Le Grand, elle aurait été édifiée à l'emplacement d'un sanctuaire dédié par saint Sané à Notre-Dame-de-Lanvénec (dont on trouve, à gauche du maître-autel, la statue écrasant des pieds un serpent). La cuve octogonale en plomb des fonts baptismaux (qui date de 1530) et la Pietà en kersanton (située à l'extérieur de l'église) sont inscrites à l'inventaire supplémentaire des monuments historiques. L'église possède de nombreuses statues polychromes. Elle a été rénovée entre 1994 et 1996 (sa toiture, endommagée lors d'un orage, a notamment été refaite)[84].
- Le monument aux morts près de l'église.
- La chapelle Saint-Sébastien, (1640), érigée sur un terrain où sont enterrées les victimes d'une épidémie de peste qui fit 53 victimes. On peut y voir un groupe taillé en pierre de Kersanton représentant une scène très rare dans la statuaire religieuse : le martyre de sainte Apolline, patronne des dentistes. Il provient de l'ancienne chapelle proche du manoir de Kervasdoué.
- Treize croix et calvaires[85] dont :
  - la croix de Keriel (XIIIe siècle) ;
  - la croix des Anglais (XVIe siècle) ;
  - la croix de Keriscoualc'h. Cette stèle ("Lec'h" en breton) de l'âge du fer et christianisée par l'ajout d'une croix possède une forme et des dimensions laissant penser qu'il s'agit également d'un menhir retaillé. Avec une hauteur de 3m70, c'est l'un des plus grands monuments de ce type en Bretagne[86] ;
  - Les croix du bourg. Il s'agit de deux stèles datant de l'âge du fer, christianisées par l'ajout d'une croix en leur sommet[87]. Ce type de christianisation de stèles gauloises est répandu dans le Léon, et Locmaria-Plouzané ne fait pas exception : croix Normand, croix de Goulven, croix de Kerhallet[88],[89].
- L'ensemble mégalithique de Kereven. Cet ensemble était constitué de deux alignements de 21 et 12 menhirs, tous en quartzite sauf un en micaschiste et présentant de petites cupules. Progressivement démantelé au cours de la première moitié du XXe siècle, seul un menhir est encore debout, intégré à une haie bocagère. Les autres pierres sont dispersées dans les champs et talus alentour[90],[91].
- Le manoir de Goulven, bâti au XVe siècle, possède un vomitoire, dont on se servait au Moyen Âge, à l'issue des grands festins.
- Le manoir de Troharé est vraisemblablement une demeure de tisserands datant du XVe siècle.
- Le manoir de Neiz Vran (le « nid du corbeau ») date aussi du XVe siècle[92].
- Le manoir de Brendégué : seuls quelques vestiges en subsistent.
- Le manoir de Kerscao (XVIe siècle), propriété de la famille de Kerguiziau, possède un colombier et une chapelle, dédiée à Saint-Claude. Il est bâti en granite et kersantite[93].
- Le château de Kervasdoué, rebâti au XVIIIe siècle, propriété de la famille de Kerguiziau de Kervasdoué, avec une enceinte fortifiée du XVIe siècle et une chapelle du XIXe siècle, dédiée à Saint-Laurent.
- La fontaine Notre-Dame-de-Lanvénec (XVe siècle) : bâtie avec les restes d'un ancien calvaire (une pierre porte la date de 1617), elle est surmontée d'une statue du Christ en kersantite.
- Les stèles de la Croix normand.
- L'abri douanier de Déolen.
- Les ruines de Poulpiquet, bastion de la maison de Poulpiquet du Halgouët.
- Le château de Moguérou date du XIXe siècle ; il a été bâti au point culminant de la commune.
- Le fort de Toulbroc'h (le « trou du blaireau ») conserve quatre blockhaus allemands datant de la Seconde Guerre mondiale. On peut trouver de nombreuses constructions en béton bâties par les Français entre 1884 et 1910.

## Personnalités liées à la commune
- La famille de Kerguiziau de Kervasdoué, présente à Locmaria depuis le XVe siècle
- Claude Berrou
- Pierre Ménès y a été baptisé[94]
- Miossec, qui s'est présenté aux élections municipales en 2008

## Jumelages
- Damprichard (France)
- Wembury (Royaume-Uni)